# 元淵
元 淵（げん えん、485年 - 526年）は、北魏の皇族。広陽忠武王。字は智遠。

## 経歴
広陽懿烈王元嘉の子として生まれた。511年（永平4年）、父が死去すると、広陽王の爵位を嗣いだ。孝明帝の初年、肆州刺史に任じられた。北方民族に信頼されて、反乱を終息させた。後に恒州刺史に転じたが、州において収賄することが多く、私家に馬を1000頭持つ者がいれば必ず100頭を取ったといわれた。諸官を歴任して殿中尚書とされたが、受任しないうちに城陽王元徽の妃の于氏と私通したと元徽に訴えられた。孝明帝の命により高陽王元雍ら宗室の会議に付されてその罪を議決され、元淵は王の身分のまま私邸に蟄居させられた。
524年（正光5年）、沃野鎮の破六韓抜陵が反乱を起こし、臨淮王元彧が反乱軍を攻撃したが、敗北した。そこで元淵は北道大都督となり、尚書令李崇の麾下で北伐した。東道都督の崔暹が白道で敗れると、元淵は鎮を州と改めるよう上書した。元淵の意見は聞き入れられなかったが、東西の勅勒が叛くと、洛陽の朝廷は元淵の案を再検討し、黄門侍郎の酈道元を大使として派遣し、鎮を州に改めて人望を回復しようとした。しかし六鎮が全て反乱したため、施行できなかった。
李崇が召還されると、元淵が北伐軍を総裁した。525年（孝昌元年）、破六韓抜陵が柔然を避けて南に渡河すると、別将の李叔仁が破六韓抜陵に迫られていると救援を求めた。元淵が救援に赴くと、前後して20万人を降伏させた。元淵は行台の元纂とともに恒州の北に別に郡県を立て、降伏者を安置するよう上書した。元淵らの意見は採用されず、孝明帝は黄門郎の楊昱を派遣して降伏者を冀州・定州・瀛州の3州に分散させて食にありつかせた。鮮于修礼が定州で、杜洛周が幽州で反乱を起こし、いったん降伏した者たちも再び反乱に加担した。そのほかの降伏者たちは恒州にあって、元淵を推して主としようとした。
元淵は洛陽への帰還を求める上書をおこない、左衛将軍の楊津が元淵に代わって北道大都督となり、元淵は侍中・右衛将軍・定州刺史とされた。中山郡太守の趙叔隆と別駕の崔融が反乱軍を攻撃して敗れ、台使の劉審が事情を調査していたが、調査が終わらないうちに反乱軍が中山郡に迫ったため、元淵は趙叔隆に郡境を防衛するよう命じた。劉審は急ぎ洛陽に帰って、元淵は勝手に権限を振るっていると報告した。城陽王元徽は元淵と仲が悪かったため、これを取りあげた。元淵は洛陽に召還されて吏部尚書となり、中領軍を兼ねた。孝明帝は元徽と元淵が険悪な関係であるのを遺憾として、宴会を開いて両者を和解させようとした。しかし元徽は元淵を憎んでやまなかった。
526年（孝昌2年）、河間王元琛らが鮮于修礼に敗れると、元淵は儀同三司・大都督に任じられ、章武王元融が左都督として、裴衍が右都督として配属された。城陽王元徽が「広陽が外で兵権を握っていると、何をしでかすか分かりません」と霊太后に告げたため、孝明帝は元融らにひそかに警戒するよう命じた。元融が勅命を元淵に示すと、元淵は事の大小に関わらず、自分で決めるのを避けるようになった。
元淵の兵は士気が低く、逃散が相次いだことから、元淵は陣営を連ねて、日に10里を進んだ。元淵の軍が交津に達すると、水を隔てて布陣した。かつて鮮于修礼は葛栄と方針を協議していたが、後に朔州出身の毛普賢を信任するようになり、葛栄はこのことを憎んでいた。毛普賢はかつて元淵の統軍をつとめていたことから、元淵が人を派遣して説得し、毛普賢は降伏の意志を示した。さらに録事参軍の元晏を派遣して反乱軍の程殺鬼を説得し、定州の反乱軍が互いに疑い合うようにしむけた。葛栄は毛普賢と鮮于修礼を殺して自ら反乱の首領となった。葛栄は反乱軍の指揮権を得たばかりで、人心が定まらないことから、北方の瀛州に移ろうとした。元淵は葛栄を追って軍を率いて北進した。9月、葛栄は東方の章武王元融を攻撃して、白牛邏で撃破し、元融を戦死させた。元淵は退却し、定州に逃れた。定州刺史の楊津は元淵の考えを疑って、その身柄を定州の南の仏寺に留めた。都督の毛諡が元淵は反乱を計画していると楊津に告げたため、楊津は毛諡を派遣して元淵を襲撃させた。元淵は博陵郡の境に逃れ、反乱軍の遊騎と遭遇し、葛栄と引き合わされた。反乱兵には元淵と会って喜ぶ者も多かった。葛栄は自立したばかりで、反乱軍内部の統制に苦慮していたため、元淵を忌避して殺害した。孝荘帝のときに王爵を追復され、司徒公の位を追贈された。諡は忠武といった。

## 子女
- 元湛
- 元瑾（尚書祠部郎、高澄の殺害を計画して発覚し、一門とともに処刑された）

## 伝記資料
- 『魏書』巻18 列伝第6
- 『北史』巻16 列伝第4
- 魏故使持節侍中驃騎大将軍儀同三司礼部尚書兼尚書僕射東北道行台前軍広陽王墓誌銘（元淵墓誌）